# Crazy Nights
Crazy Nights är hårdrocksgruppen Kiss fjortonde studioalbum, utgivet den 18 september 1987. Låten "Crazy Crazy Nights" blev en megahit i England. Denna platta har mer av ett popstuk och hamnade på plats 19 på Billboardlistan. 
Tre musikvideor spelades in från Crazy Nights: "Crazy Crazy Nights", "Reason to Live" och "Turn on the Night".
"No, No, No" är en av fyra låtar som tre medlemmar från bandet skrivit tillsammans. Den andre är "Childhood's End" från Carnival of Souls: The Final Sessions. Den tredje är "I'm An Animal" från Sonic Boom och den fjärde är "Wall Of Sound" från Monster. Paul Stanley hade två demos som aldrig platsade. De två hette "Time Traveller" och "Sword and Stone". De planerades att släppas på Stanleys soloalbum 1988, men skivan gavs aldrig ut. 

## Låtförteckning
Sida 1
1. Crazy Crazy Nights - (3:47) (Paul Stanley/Adam Mitchell)
  - Lead Vocals: Paul Stanley
2. I'll Fight Hell to Hold You - (4.09) (Stanley/Adam Mitchell/Bruce Kulick)
  - Lead Vocals: Paul Stanley
3. Bang Bang You - (3:53) (Stanley/Desmond Child)
  - Lead Vocals: Paul Stanley
4. No, No, No - (4:17) (Gene Simmons/Kulick/Eric Carr)
  - Lead Vocals: Gene Simmons
5. Hell or High Water - (3:27) (Simmons/Kulick)
  - Lead Vocals: Gene Simmons
6. My Way - (3:59) (Stanley/Desmond Child/Bruce Turgon)
  - Lead Vocals: Paul Stanley

Sida 2
1. When Your Walls Come Down - (3:23) (Stanley/Adam Mitchell/Kulick)
  - Lead Vocals: Paul Stanley
2. Reason to Live - (4:00) (Stanley/Desmond Child)
  - Lead Vocals: Paul Stanley
3. Good Girl Gone Bad - (4:34)(Simmons/Davitt Sigerson/Peter Diggins)
  - Lead Vocals: Gene Simmons
4. Turn on the Night - (3:18) (Stanley/Diane Warren)
  - Lead Vocals: Paul Stanley
5. Thief in the Night - (4:06) (Simmons/Mitch Weissman)
  - Lead Vocals: Gene Simmons

## Medverkande
- Gene Simmons - elbas//sång
- Paul Stanley - gitarr/sång
- Eric Carr - trummor
- Bruce Kulick - gitarr
- Phil Ashley - keyboard